# Jussi Veikkanen

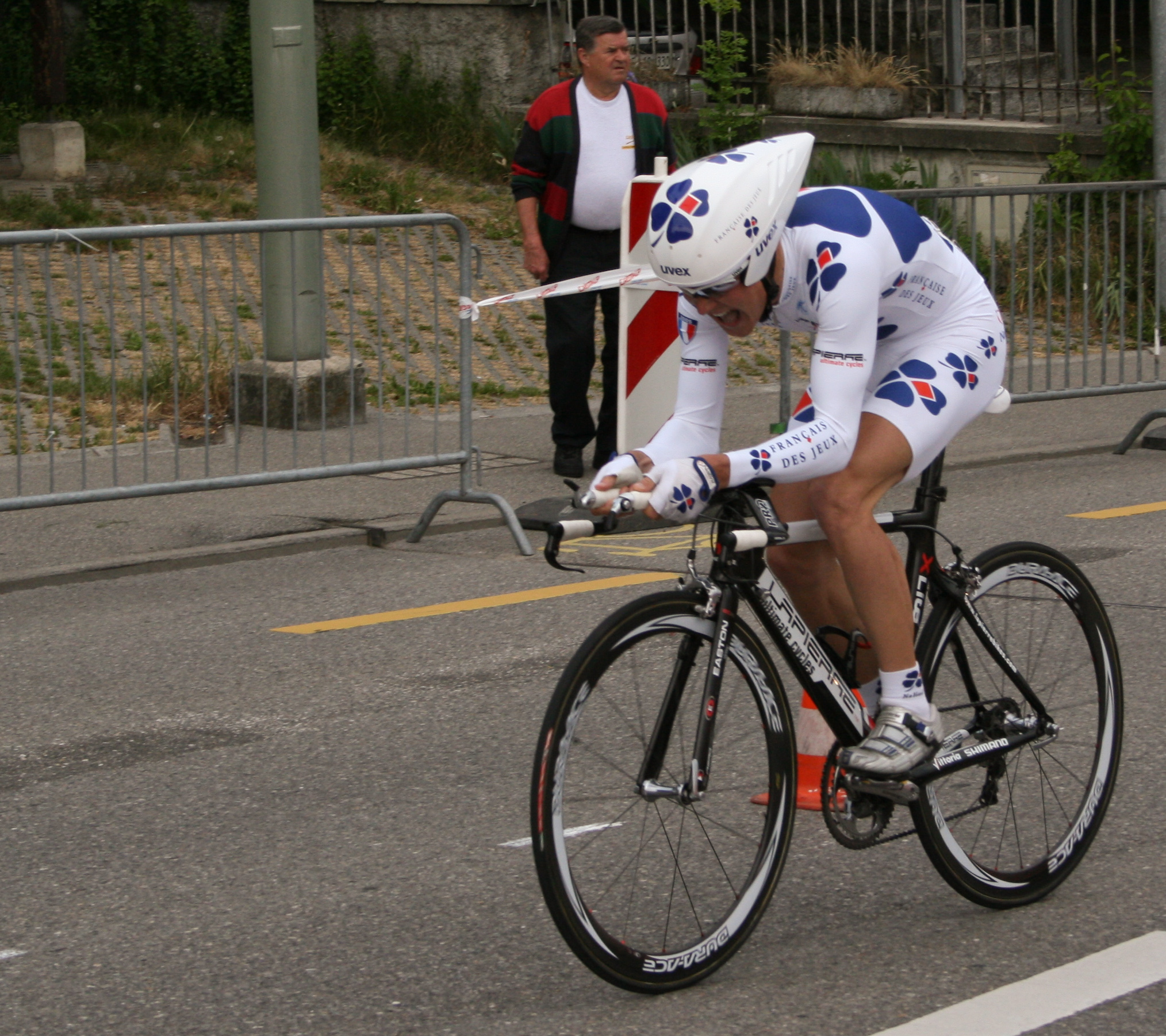
En 2007, lors du prologue du Tour de Romandie

Jussi Veikkanen, né le 29 mars 1981 à Riihimäki, est un coureur cycliste finlandais. Professionnel de 2005 à 2015, il a été membre de l'équipe française FDJ pendant dix ans, et de l'équipe belge Omega Pharma-Lotto en 2011. Il est actuellement directeur sportif de l'équipe FDJ depuis 2016.

## Biographie
En 1998 et 1999, Jussi Veikkanen est champion de Finlande de cyclo-cross juniors. En 2001, il participe aux championnats du monde à Lisbonne au Portugal. Il y prend la 32e place du contre-la-montre des moins de 23 ans et abandonne lors de la course en ligne de cette catégorie. 
Champion de Finlande sur route sur route en 2003, Jussi Veikkanen arrive au VC Roubaix en 2004. Il remporte notamment la Boucle de l'Artois et le Grand Prix des Marbriers, et finit la saison à la sixième place du classement de la Fédération française de cyclisme.
Il est recruté l'année suivante par l'équipe professionnelle française La Française des jeux. Il participe à son premier grand tour, le Tour d'Espagne 2005, qu'il abandonne à la troisième étape. 
Il participe ensuite à trois reprises au Tour d'Italie (2006, 2007 et 2008). Il est également à nouveau champion de Finlande en ligne en 2005, 2006 et 2008.
Le 5 juillet 2009, il devient le premier Finlandais à revêtir un maillot distinctif sur le Tour de France : le maillot à pois.
En 2011, il rejoint l'équipe belge Omega Pharma-Lotto. 
Sans contrat après la séparation des sponsors Omega Pharma et Lotto, Veikkanen retourne pour la saison 2012 aux côtés de Marc Madiot chez FDJ-BigMat en compagnie de son coéquipier David Boucher.
En 2013 et 2014, il apporte à la formation française deux nouveaux titres de champion de Finlande de cyclisme sur route.
La saison 2015 permet au coureur de participer pour la septième fois au Tour d'Italie, il termine l'épreuve en 147e position après avoir travaillé pour son leader Alexandre Geniez. Au mois de juin il monte à deux reprises sur le podium lors des championnats de Finlande de cyclisme sur route. Le 28 septembre 2015, il annonce mettre un terme à sa carrière après avoir passé onze ans dans le peloton professionnel.
En 2016, il devient directeur sportif de l'équipe FDJ,.

## Palmarès et classements mondiaux

### Palmarès
- 1998
  -  Champion de Finlande de cyclo-cross juniors
- 1999
  -  Champion de Finlande de cyclo-cross juniors
- 2002
  - 2e du championnat de Finlande sur route
  - 2e du championnat de Finlande du contre-la-montre
- 2003
  -  Champion de Finlande sur route
  - 1rea étape du Cykeltouren (contre-la-montre)
  - Prologue et 4e étape du Saaremaa Velotuur
  - Circuit du Port de Dunkerque
  - 2e du Circuit des Ardennes
  - 2e du Cykeltouren
- 2004
  - Boucle de l'Artois
  - Grand Prix de Bavay
  - Saaremaa Velotuur :
    - Classement général
    - 1re, 2e et 3e étapes

  - Omloop van de Grensstreek
  - Grand Prix des Marbriers
  - 2e du Ruban granitier breton
  - 3e du championnat de Finlande sur route
  - 3e du championnat de Finlande contre-la-montre
  - 3e du Grand Prix de Vougy
- 2005
  -  Champion de Finlande sur route
- 2006
  -  Champion de Finlande sur route
  -  Champion de Finlande de cyclo-cross
  - 2e étape du Tour du Poitou-Charentes
  - Tropicale Amissa Bongo :
    - Classement général
    - 1re étape

  - 3e du Tour du Poitou-Charentes
  - 3e du championnat de Finlande du contre-la-montre
- 2007
  - 3e de la Tropicale Amissa Bongo
- 2008
  -  Champion de Finlande sur route
  - 4e étape de la Route du Sud
  - 6e étape du Tour d'Allemagne
  - 2e du championnat de Finlande du contre-la-montre
  - 10e du Tour d'Allemagne
- 2009
  - 2e du Tour méditerranéen
  - 3e du Tour du Haut-Var
  - 9e du Tour Down Under
- 2010
  -  Champion de Finlande sur route
  - 2e étape du Tour méditerranéen
- 2013
  -  Champion de Finlande sur route
  - 10e du Tour Down Under
- 2014
  -  Champion de Finlande sur route
- 2015
  - 2e du championnat de Finlande sur route
  - 3e du championnat de Finlande du contre-la-montre

### Résultats sur les grands tours

#### Tour de France
1 participation
- 2009 : 108e

#### Tour d'Italie
7 participations
- 2006 : 70e
- 2007 : 44e
- 2008 : 50e
- 2011 : 120e
- 2012 : 146e
- 2014 : 109e
- 2015 : 147e

#### Tour d'Espagne
4 participations
- 2005 : abandon (3e étape)
- 2007 : 135e
- 2013 : abandon (18e étape)
- 2015 : abandon (11e étape)

### Classements mondiaux
| Année                  | 2008 | 2009 | 2010 | 2011 | 2012 | 2013 | 2014 | 2015 |
| ---------------------- | ---- | ---- | ---- | ---- | ---- | ---- | ---- | ---- |
| Classement ProTour     | 95e  |      |      |      |      |      |      |      |
| Calendrier mondial UCI |      | 160e | nc   |      |      |      |      |      |
| UCI World Tour         |      |      |      | nc   | nc   | 172e | nc   | nc   |